# ランゴ地方

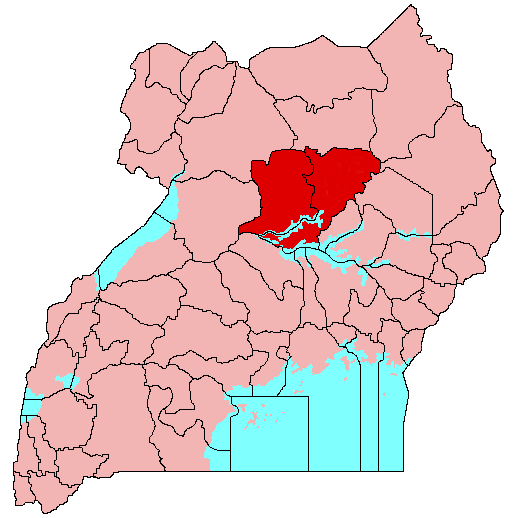
ランゴ地方の位置と県（2001年7月 - 2005年7月）

ランゴ地方 (ランゴちほう、lango) はウガンダ北部の伝統的地域。ナイル系のランゴ族の主な居住地である。北にアチョリ地方、北東にカラモジャ地方、南東にテソ地方、キオガ湖を挟みブソガ、南にブガンダ、西にブニョロと接する。
イギリス植民地時代にランゴ県とされ、ウガンダ独立後の1974年に東西に分割され、1980年にリラ県及びアパッチ県に改称された。ヨウェリ・ムセベニ政権以降、ウガンダ人民民主軍及び神の抵抗軍の主な活動地域となった。2005年7月にリラ県南部のキオガ郡がアモラタル県に、2006年にリラ県の中部がドコロ県に、アパッチ県の北部がオヤム県に分割された。

## 脚註
1. ↑  Districts of Uganda, Statoids, 2008年8月15日閲覧。